# Sterlett
Sterlett (Acipenser ruthenus) är en utrotningshotad art av släktet Acipenser.

## Utseende
Sterletten är en långsmal fisk med spetsig nos och en kropp täckt av flera benplattor.
 Framtill på den uppåtböjda nosens undersida finns 4 fransiga skäggtömmar. Rygg och sidor är grå till brunaktiga, undersidan är blekt gulaktig. Den tandlösa, rörlika munnen kan skjutas framåt för att suga upp föda. Ryggfenan är placerad långt bakåt, har 13 taggstrålar och 28 mjukstrålar. Analogt har analfenan 9 taggstrålar och 14 till 18 mjukstrålar. Som mest kan fisken bli 125cm lång och väga 16 kg.

## Utbredning
Utbredningsområdet omfattar floder som rinner ut i Svarta, Azovska och Kaspiska haven samt Sibirien från Obs flodomåde österut till Jenisejs. Idag förekommer den framför allt i Volga, Uralfloden och Donau. Den har tillfälligt påträffats i Bottniska viken vid Vasa och Finska viken.

## Ekologi

### Habitat
Arten lever framför allt i floder, även om den också kan gå ut i brackvatten. De tidigare anadroma populationerna, som permanent levde i salt- eller brackvatten och endast gick upp i sötvatten för att leka, är emellertid numera utdöda. I floder föredrar den starkt strömmande och förhållandevis djupt vatten. Födan, som består av olika bottenlevande, ryggradslösa djur som blötdjur och insektslarver, tas gärna i översvämmade områden. Inför vintern samlas fiskarna i hålor i flodbottnen, där de förhåller sig tämligen passiva och inte förtär någon föda. Högsta konstaterade ålder är 20 år.

### Fortplantning
Sterletten blir könsmogen mellan 3 och 5 års ålder för hanar, 5 och 8 för honor. Populationen i Sibirien utvecklas långsammare; hanarna där blir inte könsmogna förrän de har nått 7 till 9 år, honorna 9 till 12. Leken sker i april till juni när vattentemperaturen når över 10°C. Honorna kan hoppa över något år ibland, medan hanarna parar sig varje år. Lekplatsen utgörs av grusbottnar med starkt strömmande vatten, dit arten vandrar från övervintringsplatserna längre ner i floden. Honan kan lägga upp till 130 000 små, klibbiga ägg som kläcks efter 4 till 9 dygn.Ungfiskarna stannar kvar där de fötts över sommaren. Arten kan hybridisera med europeisk stör och hus.

## Sterletten och människan

### Kommersiell användning
Sterletten är föremål för ett omfattande fiske, även om det på senare tid (sedan 2000) har börjat regleras. Den odlas dessutom, och rommen används till finkornig kaviar. Inplanteringsförsök har gjorts i många länder, bland annat i Petjora i Ryssland, i Sverige i några sjöar i Stockholms omgivningar i början av 1730-talet, samt i Finland under 1910-talet. Endast det förstnämnda gav några mer permanenta resultat.

### Status och hot
Sterletten är klassificerad som sårbar ("VU") av IUCN, underklassificering "A2cde", och beståndet minskar. Främsta hotet är överfiske. En fiskekvot existerar sedan år 2000, men den illegala fångsten beräknas överskrida denna med en faktor 6 till 10 gånger. Dammutbyggnad, vattenföroreningar och hybridisering med artificiellt producerade korsningar med arten hus är andra hot.